# Nicole da Silva
Nicole da Silva (Sydney, 18 settembre 1981) è un'attrice australiana.

## Biografia
Nicole da Silva discende da una famiglia portoghese e spagnola. Ha studiato comunicazione all'Università NSW (Sydney) e poi Arte drammatica alla Western Sydney University

## Carriera
Nel 2005 ha interpretato Sasha Fernandez in un episodio della serie televisiva australiana All Saints.
Nel 2007 ha interpretato Erica "EC" nella serie Dangerous, e per la sua interpretazione, un anno, fu nominata per il premio Graham Kennedy nella categoria Nuovi Talenti.
Nel 2008 si unì alla serie televisiva australiana  Rush dove interpretò la tenace agente di polizia di intervento strategico Stella Dagostino, fino al finale della serie nel 2011.
Nel 2009 interpretò Lisa Testro nella serie Carla Cametti PD.
E nel 2013 si unisce nella nuova serie drammatica Wentworth dove interpreta il ruolo di Franky Doyle, una prigioniera lesbica.

## Filmografia

### Cinema
- Drama, regia di Sophie Mathisen (2015)
- Carmen, regia di Benjamin Millepied (2022)

### Televisione
- All Saints - serie TV, 11 episodi (2005)
- Home and Away - serial TV, puntata 4126 (2006)
- Dangerous - serie TV, 8 episodi (2007)
- East West 101 - serie TV, episodio 1x04 (2007)
- Carla Cametti PD - serie TV, 6 episodi (2009)
- Cop Hard - serie TV, episodi 1x11-1x14 (2011)
- Rush - serie TV, 70 episodi (2008-2011)
- Gortimer Gibbon's Life on Normal Street - serie TV, episodio 2x14 (2016)
- Wentworth - serie TV, 52 episodi (2013-2018)
- Doctor Doctor - serie TV, 20 episodi (2016-2018)

### Cortometraggi
- Final call, regia di Gary Eck (2006)
- The List, regia di Joel Edgerton (2008)
- Stuffed, regia di Ben Plazzer (2012)

## Doppiatrici italiane
Nelle versioni in italiano delle opere in cui ha recitato, Nicole da Silva è stata doppiata da:
- Deborah Ciccorelli in Rush
- Eleonora Reti in Re di cuori
- Tiziana Avarista in Gortimer Gibbon's Life on Normal Street

## Premi e nomination
| Anno | Categoria                                         | Premio               | Serie     | Risultato  |
| ---- | ------------------------------------------------- | -------------------- | --------- | ---------- |
| 2015 | Most Outstanding Actress                          | Logie Award          | Wentworth | Nomination |
| 2014 | Most Outstanding Performance by an Actor - Female | ASTRA Award          | Wentworth | Vinto      |
| 2008 | Most Outstanding New Talent                       | Graham Kennedy Award | Dangerous | Nomination |